# Nicholas Alkemade
Nicholas Stephen Alkemade (Loughborough, 10 de dezembro de 1922 - Liskeard, 22 de junho de 1987) foi um sargento de voo britânico que combateu na Segunda Guerra Mundial defendendo as cores da Força Aérea Real como um Atirador de cauda.
Alkemade tornou-se notório por ter sobrevivido a uma queda de 5.500m de altitude, após saltar sem paraquedas de seu bombardeiro quadrimotor Avro Lancaster em chamas. Ele escapou vivo graças a um pinheiro e à neve. Os únicos danos da queda foram um joelho torcido e alguns cortes e arranhões.

## Carreira

### Segunda Guerra Mundial
Na noite de 24 de março de 1944, o sargento de voo Alkemade, de 21 anos, foi recrutado para ser o Atirador de cauda e um dos 7 tripulantes do bombardeiro Avro Lancaster B Mk. II DS664 da Força Aérea Real que iria atacar Berlim na noite de 24-25 de março de 1944.
Retornando de um ataque de 300 bombardeiros em Berlim, a leste de Schmallenberg, o Avro Lancaster B Mk. II DS664 foi atacado por um caça noturno alemão Junker Ju 88, que perdeu controle e começou a pegar fogo. O Lancaster caiu em chamas, matando o piloto Jack Newman e três outros membros da tripulação. Eles estão enterrados no Cemitério de Guerra de Hanover, do CWGC.
Preso na cúpula da cauda, Alkemade olhou para trás e percebeu que o paraquedas que deveria usar para escapar estava pegando fogo. Ele então pulou da aeronave sem o para-quedas, preferindo morrer de impacto em vez de queimar até a morte. Ele caiu 18.000 pés (5.500 m) em queda livre.
Sua queda foi quebrada por pinheiros e uma cobertura de neve macia no chão. Ele foi capaz de mover seus braços e pernas e os únicos danos da queda foram um joelho torcido e alguns cortes e arranhões.
3 horas depois da queda, foi capturado e interrogado pela Gestapo alemã. Conforme consta no livro "The World Aloft", de Guy Murchie, os interrogadores alemães começaram a rir e o acusaram de ser um espião inventando baboseiras para se safar. Alkemade, então, desafiou os membros da Gestapo a procurarem seu suporte de paraquedas - o qual ele tinha retirado e descartado quando ainda estava na neve. Como ele não usou o paraquedas, o suporte ainda estaria não-acionado. Os oficiais alemães, então, fizeram uma varredura no local da queda de Alkemade, e de fato perceberam que o para-quedas não havia sido acionado. Além disso, depois de fazer a perícia nos destroços do avião em que Alkemade estava, eles perceberam que não havia outra explicação – e, segundo o livro "The World Aloft", lhe deram um certificado pela façanha.
Corroboração testemunhada por:
[Assinado] Tenente de voo H.J. Moore (Oficial Sênior Britânico)
Sargento de voo R.R. Lamb
Sargento de voo T.A. Jones
Ele então virou um célebre prisioneiro de guerra, antes de ser repatriado em maio de 1945. Sua incrível experiência lhe rendeu alguns cigarros extras na prisão, em troca dos seus impressionantes relatos.

### Acontecimentos Pós-Guerra
Ele retornou para sua cidade natal, Loughborough, onde encontrou trabalho em uma indústria química. Lá, a sorte de Alkemade continuou mostrando serviço, já que ele sobreviveu a pelo menos três acidentes graves, desde ataque de ácidos até aspiração de gases tóxicos. 
Já no fim da vida, se tornou um vendedor na Clemersons Limited, também em Loughborough.  

### Morte
Alkemade morreu por causas naturais em 22 de junho de 1987, aos 64 anos.

## Na cultura popular
- O próprio Alkemade publicou um artigo intitulado "Eu caí de 6.000 metros e estou vivo", narrando os fatos desta história, no número 215 do Volume XXXVI da revista "Selections of Reader's Digest", edição Mexicana, outubro de 1958. Inclui a carta que dá testemunho dos fatos assinados por oficiais da RAF, datados de 25 de abril de 1944.
- A história de Alkemade foi contada no programa do canal ITV "Just Amazing!", onde o ex-piloto de motocicletas Barry Sheene entrevista pessoas que, por acidente ou projeto, conseguiram feitos de ousadia e sobrevivência.
- O "milagre de Alkemade" é uma das dezenas de histórias de sobrevivência improváveis compiladas no site Free Fall, que registra os maiores tombos da história em quatro categorias: queda livre, de carona nos destroços, paraquedistas azarados e outras histórias incríveis[1].

## Ver Também
- Alan Magee - aviador americano que sobreviveu a uma queda de 6.700 metros de seu B-17 danificado em 1943
- Ivan Chisov - tenente da força aérea soviética que sobreviveu à queda de sua aeronave em 1942
- Juliane Koepcke - adolescente alemã que sobreviveu a uma queda de 3.000 metros depois que seu voo se rompeu sobre a Amazônia peruana em 1971
- Vesna Vulović - comissária de bordo sérvia que sobreviveu ao rompimento de 10.000 metros no ar de sua aeronave em 1972